# William Crookes

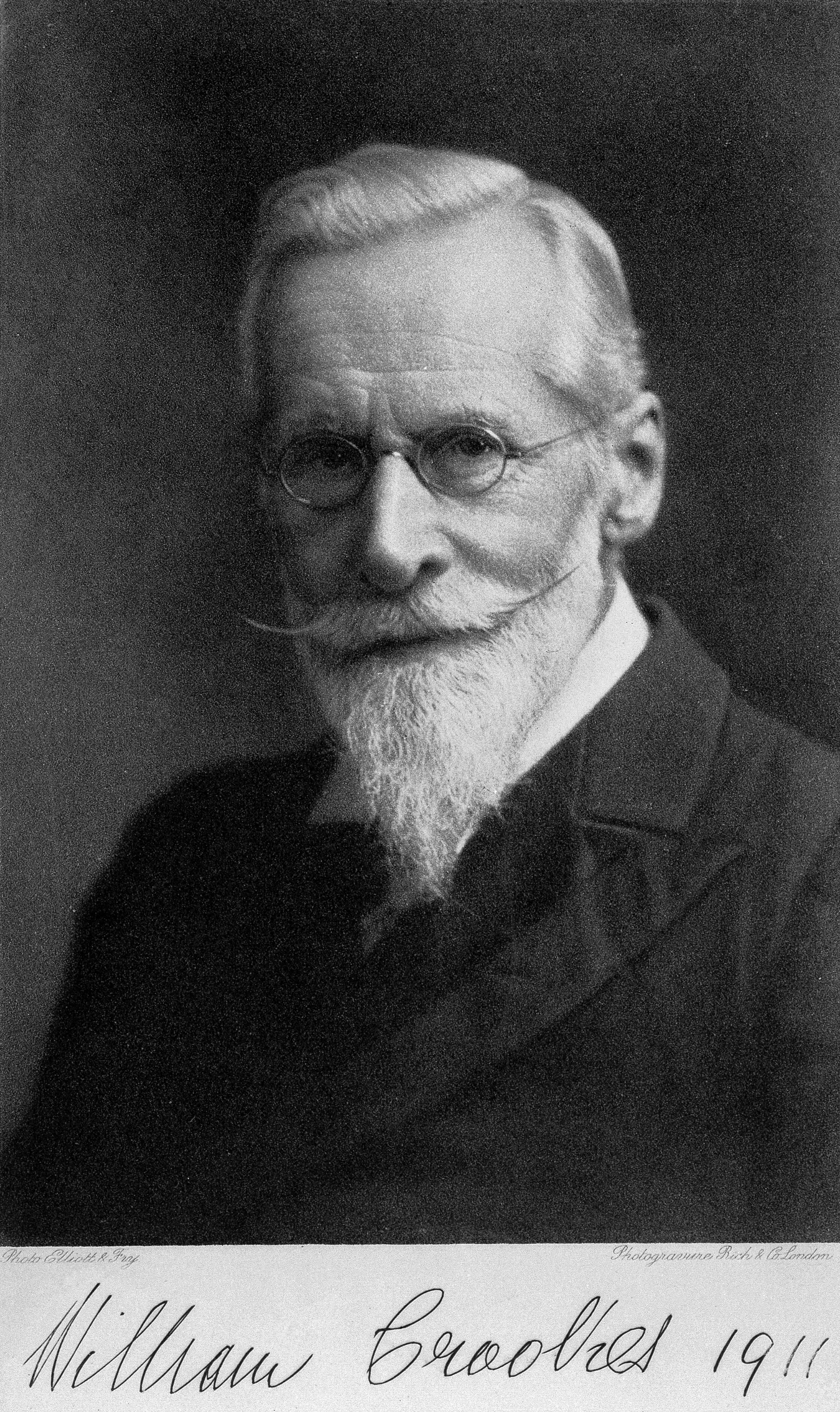
William Crookes

Sir William Crookes (Londra, 17 giugno 1832 – Londra, 4 aprile 1919) è stato un chimico e fisico britannico e presidente della Society for Psychical Research dal 1896 al 1897.

## Biografia
Frequentò la scuola di Cheppenham dove ricevette l'educazione primaria, e a soli 15 anni fu ammesso al Reale Collegio di Chimica (Royal College of Chemistry) di Hannover Square a Londra sotto la guida di August Wilhelm von Hofmann.
Nel 1861, mentre stava eseguendo esperimenti di spettroscopia, scoprì un nuovo elemento chimico che aveva la caratteristica di emettere un raggio di colore verde intenso nello spettro elettromagnetico.
Chiamò questo elemento tallio dal greco antico thallos, un germoglio verde.
Ideò e realizzò un radiometro (radiometro di Crookes).
Iniziò quindi una serie di ricerche sulla conduzione dell'elettricità nei gas a bassa pressione e scoprì che quando la pressione era molto bassa, il catodo sembrava emettere dei deboli raggi luminosi.
Questi raggi furono chiamati raggi catodici ma in seguito si scoprì che erano dei semplici flussi di elettroni. Questa proprietà è la stessa utilizzata nei normali tubi catodici dei televisori.
Crookes fu uno dei primi scienziati ad interessarsi e studiare il settore che oggi viene chiamato Fisica del plasma.
Fu insignito della Royal Medal nel 1875, della Medaglia Davy nel 1888 e della Medaglia Copley nel 1904.
Nel 1913 fu eletto Presidente della Royal Society di Londra e rimase in carica fino al 1915.
Verso la fine della sua vita, ebbe stretti contatti con la Society for Psychical Research. A causa del suo rapporto di ricerca con la giovane medium Florence Cook, cominciarono a circolare voci diffamatorie che i due fossero amanti, e che Crookes la aiutasse a falsificare le prove.